# 김허남
김허남(金許男, 1920년 4월 13일 ~ 2020년 9월 2일)은 대한민국의 교육인, 정치인이다. 명천군 출신 실향민으로 사후 동화경모공원에 안장되었다.

## 경력
- 부산 한양야간중학교 교장
- 송도상업고등학교 교장
- 부산직할시의원(1991년)
- 부산광역시의원(1995년)
- 자유민주연합 전국구 국회의원
- 대한민국 제15대 국회 임시의장
- 복지민주통일당 대표

## 역대 선거 결과
|  | 50.7% |

|  | 43.18% |

|  | 16.2% |